# Guillaume de Juliers (l'ancien)
Guillaume de Juliers dit l'ancien (vers 1240 - 16 mars 1278), fils de Guillaume IV de Juliers et de Mathilde ou Richardis de Gueldre.
Alors qu'il collecte les impôts pour le compte de Rodolphe Ier du Saint-Empire, Guillaume trouve la mort en compagnie de son père dans une émeute d'Aix-la-Chapelle.

## Mariage et descendance
Il épouse Marie, fille de Gui de Dampierre, comte de Flandre et de Mahaut de Béthune. Ils eurent un fils, Guillaume dit le jeune.
Après sa mort, sa veuve Marie de Dampierre épouse en secondes noces Simon II de Châteauvillain, d'où postérité.